# نادي صلاح الدين
نادي صلاح الدين الرياضي (بالإنجليزية: Salahaddin FC) هو نادي كرة قدم في العراق تأسس في 1975. يلعب في دوري الدرجة الأولى. فاز بلقب بطولة دوري أندية العراق 1982-83 (المستوى الاول في الدوريات العراقية بما يعني الان دوري نجوم العراق).